# Hazslinszky Frigyes Ákos
Hazslinszky Frigyes Ákos (1890-től hazslini Hazslinszky Frigyes Ákos) (Késmárk, 1818. január 6. – Eperjes, 1896. november 18.) magyar botanikus. Botanikai szakmunkákban nevének rövidítése: „Hazsl.”. Életműve úttörő jelentőségű a magyarországi moszatok (algológia), gombák (mikológia), zuzmók (lichenológia) és mohák (briológia) feltárásában, leírásában és növénytani feldolgozásában. 1863-tól a Magyar Tudományos Akadémia levelező, 1872-től rendes tagja volt. Hazslinszky Bertalan (1902–1966) mikrobiológus, botanikus nagyapja és Hazslinszky Tamás barlangkutató dédapja.

## Élete
Hazslinszky Tamás és Ruchta Zsuzsanna fia. Középiskoláit szülővárosa, Késmárk főgimnáziumában végezte el, majd ugyanott teológiát és filozófiát tanult. Ezt követően, 1838–1839-ben a sárospataki református kollégiumban jogot, 1842–1843-ban a debreceni kollégiumban növénytant és kémiát tanult. 1839–1841 között alma materében, a késmárki főgimnáziumban volt helyettes tanár, eközben 1841-ben gyalogszerrel bejárta az országot és botanizált Késmárk és Fiume között. 1842-ben a debreceni református kollégiumban helyezkedett el nevelőként. 1845-ben a bécsi műszaki egyetemre iratkozott be, s egy tanéven át a botanika mellett geológiát, ásványtant, paleontológiát, kémiát és fizikát tanult. 1846-ban az eperjesi evangélikus kollégium természetrajz–matematika tanára, később, 1846 és 1893 között megszakításokkal tizenegy tanéven keresztül az intézmény rektora, 1884–1885-ben és 1886–1887-ben igazgatója volt. Pedagógusi munkája mellett a magyarországi flóra kutatásának szentelte idejét.

## Munkássága
Pályája elején főként a virágos növények magyarországi előfordulásával és kutatásával (florisztika) foglalkozott, emellett vizsgálta a termőhelyek növényökológiai tulajdonságait is. Felvidéki – tátrai, szepességi és Árva vármegyei – botanikai gyűjtőútjainak köszönhetően jelent meg az első tudományos növényhatározó 1864-ben. Ezt követte az 1872-ben kiadott, Magyarország teljes virágos flóráját leíró füvészeti kézikönyve. Az 1860-as évektől figyelme a telepes növények, de főként a gombák feltárása felé fordult. A nagygombák mellett a mikroszkopikus gombákkal – például az üszög- és rozsdagombákkal – is foglalkozott. Magyarországon elsőként használt mikroszkópot a – korabeli rendszertani kategóriával élve – virágtalan növények vizsgálatához. Emellett elsőként írt összefoglaló áttekintéseket Magyarország zuzmó-, illetve mohaflórájáról. Algológiai tanulmányaiban kísérletet tett a moszatflóra leírására is, de csak a kovamoszatok áttekintéséig jutott. Mindemellett foglalkoztatta a növényrendszertan, továbbá a magyar nómenklatúra kérdései. Növénypreparátum-gyűjteménye részben a Magyar Nemzeti Múzeumba, részben a budapesti tudományegyetem növényrendszertani tanszékéhez került.
Tudományos eredményei elismeréseként 1863-ban a Magyar Tudományos Akadémia levelező, 1872-ben rendes tagjává választotta. 1888-ban a Királyi Magyar Természettudományi Társulat tiszteletbeli tagja lett. Ezeken túlmenően számos külföldi tudományos társaság választotta tagjai sorába: 1852-ben a prágai Természettudományi Társulat (Naturhistorischer Verein) rendes, a Regensburgi Botanikai Társaság (Regensburgische Botanische Gesellschaft) levelező, 1855-ben az Osztrák Geológiai Társaság (Österreichische Geologische Gesellschaft) levelező, 1879-ben a Sziléziai Honismereti Társaság (Schlesische Gesellschaft für Vaterländische Kultur), 1885-ben pedig a Francia Mikológiai Társaság (Société micologique de France) tagja lett. A Hazslinszkya kéregzuzmónemet (mai nevén Melaspilea) róla nevezték el, de több ősnövény- és ősállatfaj is őrzi a nevét.
Hazslinszky Frigyes az eperjesi evangélikus kollégium igazgatója 1890. november 16-án magyar nemességet és a "hazslini" nemesi előnevet szerezte meg adományban I. Ferenc József magyar királytól.

## Emlékezete
- 2023-ban tiszteletére emléktáblát avattak Eperjesen[2]

## Főbb művei
- Éjszaki Magyarhon viránya, Kassa, 1864
- Besztercebánya vidékeinek moszat-viránya, Pest, 1867
- Magyarhon és társországai moszatviránya, Pest, 1867
- Adatok Magyarhon zuzmóvirányához, Pest, 1869
- Jelkulcs a magyarhoni edénynövények nemei meghatározására, Pest, 1870
- Magyarhon edényes növényeinek füvészeti kézikönyve, Pest, 1872
- Emlékezés Neilreich Ágostról Pest, 1872
- A gombák jelleme, Pest, 1873
- Jelentés az 1872-ben tett füvészeti kirándulásról, Budapest, 1873
- Magyarhon hasgombái, Budapest, 1875
- Egy felszinti hypogaeus, Budapest, 1876
- A szőlő öbölye, Budapest, 1876
- Magyarhon üszökgombái és ragyái, Budapest, 1877
- Új adatok Magyarhon gomba-virányához, Budapest, 1878
- Új adatok Magyarhon kryptogam virányához az 1878. évből, Budapest, 1879
- Rendhagyó köggombák, Budapest, 1881
- A magyar birodalom zuzmó-flórája, Eperjes, 1884
- Előmunkálatok Magyarhon gombavirányához, Budapest, 1884
- A Magyar Birodalom moh-flórája, Budapest, 1885 (Online)
- Magyarhon és társországai … szabályos Discomycetjei, Budapest, 1885
- A magyarhoni lemezgombák elterjedése, Budapest, 1890
- Magyarhon és társországainak sphaerái, Budapest, 1892
- Magyarhon és társországai húsosgombái, Budapest, 1895